# Heinrich Reitzmann
Heinrich Reitzmann († 1528) war Kustos des Stifts in Aschaffenburg und Autor kirchenmusikalischer Werke.

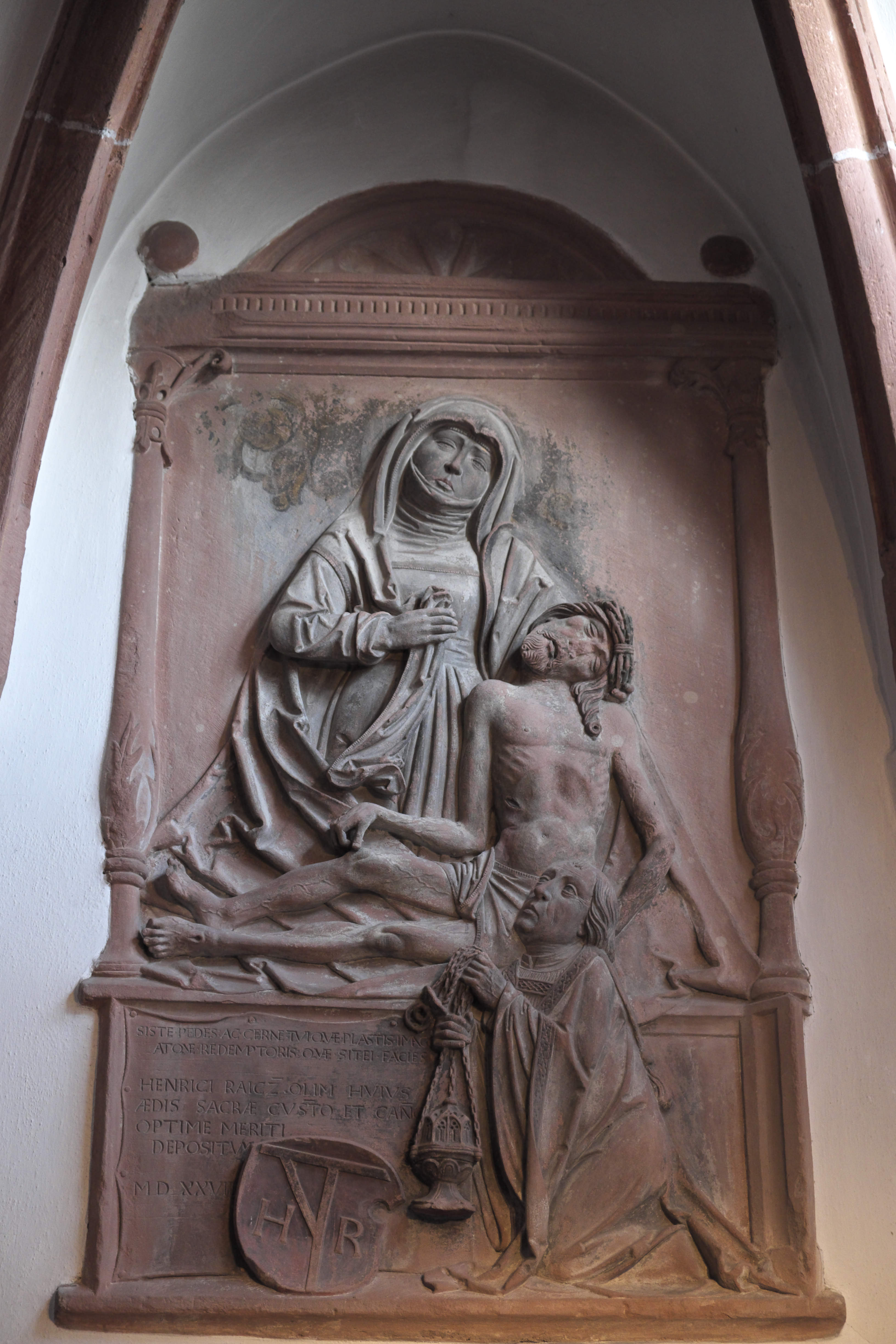
Epitaph für Heinrich Reitzmann in der Kirche St. Peter und Alexander in Aschaffenburg

Über das Leben Reitzmanns ist wenig überliefert. Um 1514 bestellte er bei Matthias Grünewald das Bild der Stuppacher Madonna.
In der östlichen Nebenkapelle des südlichen Seitenschiffs der ehemaligen Stiftskirche St. Peter und Alexander in Aschaffenburg befindet sich sein Epitaph. Der Kanoniker wird darauf kniend und ein Weihrauchfass schwingend vor einem Vesperbild dargestellt. Das Epitaph aus Sandstein wird dem Meister Wendel zugeschrieben.